# Günter Spitzing
Günter Spitzing (* 19. Mai 1931 in Bamberg; † 30. April 2024 in Ägina, Griechenland) war ein deutscher Schriftsteller. Er veröffentlichte Bücher mit den Schwerpunkten Foto und Film in Praxis und Psychologie, interreligiöse Fragen, indonesische, indische und griechische Kultur.

## Werdegang
Nach einem humanistischem Abitur setzte er sich als Freiberufler durch. Danach studierte er an der Universität Hamburg Sprache und Kultur Indonesiens sowie Religionswissenschaft und Ethnologie. Er schloss 1989 das Studium mit einer Magisterarbeit ab. Günter Spitzing war als Dozent an der Universität Hamburg und bei der VHS Hamburg Ost tätig. Studienreisen unternahm er nach Indonesien, Indien und Griechenland.
Zwischen 1956 und 1965 war Günter Spitzing in einem Industriebetrieb mit Öffentlichkeitsarbeit befasst. Er hielt Lichtbildvorträge, gab Kurse in Vereinen und vor dem Fachhandel. Ab 1965 machte er sich als Schriftsteller selbstständig. In den 1960er Jahren leitet er die Redaktion einer Tauchsportzeitschrift. Spitzing veröffentlichte 70 Bücher. Übersetzungen ins Holländische, Englische, Italienische, Französische, Spanische, Portugiesische, Schwedische, Polnische, Tschechische und Griechische liegen vor. Als Erfolg erwies sich die von ihm initiierte erste Taschenbuchreihe für Foto und Film information foto. Er schrieb auch das erste Foto-Kinderbuch, das erste Practical Comic (Vergrößerungspraxis), sowie das erste deutschsprachige Buch über Fotopsychologie. Seit 1981 kamen Bücher über süd- und südostasiatische sowie griechische Kulturen und Religionen hinzu.
1992 beteiligte er sich an der Gründung und bis 2010 an der Leitung eines Vereins, der in Südindien ein Kinderdorf mit Schulen errichtete und sich um die Ausbildung von Ureinwohner kümmerte. 2011 beteiligte er sich an der Gründung von Zukunft Irular e.V. Die Organisation unterstützt aktiv vor Ort das Überleben von Irular, einer Adivasi-Gruppe im südindischen Bundesstaat Tamil Nadu.
Spitzing lebte in Hamburg.

## Ausstellungen

### Fotoausstellungen
- Schwarzweißbilder aus Griechenland. 1960 Landesbildstelle Hamburg.
- Ein Foto = 1001 Bilder. Fotografikausstellung 1976 Photokina Köln, später Brüssel.
- Porträts aus Bali. Hamburg, Köln, Augsburg
- Porträts aus Indien. Ausstellungen in Hamburg
- Die Irular, Farbfotos. Hamburg, Rostock
- Schattenspielfiguren aus aller Welt (mit Fotos von Spielszenen). Hamburg, Norderstedt, Stuttgart, Staufen.

## Werke (Auswahl)

### Foto- und Filmbücher
- Wir Filmen farbig. Dr. Diener KG, Neumünster 1965.
- Nahaufnahmen-Abc: Lehrbuch der Aufnahmepraxis und Bildgestaltung, für fotografische Tricks in der Nah- und Lupenaufnahme sowie für die Reproduktion in Farbe und Schwarzweiss. Gemsberg, Winterthur 1966.
- Pette mit der Kamera. Foto-Kinderbuch, Illustration Hannelore Radetzky, Inpho Verlag, Düsseldorf 1967.
- Grenzbereiche der Photographie – Infrarot, UV, Polarisation. Heering Verlag, München 1968.
- Foto-Ratschläge klipp und klar! Hunderteinundneunzig (191) belehrende Fototips aus der Praxis. Gemsberg, Winterthur 1968.
- Porträrtfotos – gewusst wie (information foto). Dr. Diener KG, Neumünster 1968.
- Günter Spitzings Blitzbuch (information foto). Dr. Diener KG, Neumünster 1968.
- Mit Kamera und Luftmatratze. Dr. Diener KG, Neumünster 1968.
- Vergrößern – schwarzweiß + farbig. Dr. Diener KG, Neumünster 1969.
- Das verrückte Fotobuch (information foto). Walther F. Benser KG, Neumünster 1970.
- Metallätzen nach Fotos. Frech Verlag, Stuttgart 1973.
- Schulfotografie Didaktik + Methodik. R. Oldenbourg, München 1975
- Farbvergrößern nach Dias. Laterna Magica, München 1976.
- Ein Foto ist gleich 1001 Bilder. Bildband, Wilhelm Knapp, Düsseldorf 1976
- Fotogramme mit allen Schikanen. Wilhelm Knapp, Düsseldorf 1977.
- Filmen mit Phantasie. Wilhelm Knapp, Düsseldorf 1977.
- Das Fotolabor - ein Handbuch für Hobby- und Berufsfotografen. Mosaik Verlag, München 1978.
- Selbstvergrößern leicht gemacht - Practical Comic. Illustrationen Ilona Pitschel, Ernst Leitz, Wetzlar 1980.
- Das Pentax ME Super Buch. Wilhelm Knapp, Düsseldorf 1983.
- Fotopsychologie - die subjektive Seite des Objektivs. Beltz, Weinheim 1985.
- Canon EOS 600. Laterna Magica, München 1989.
- Moderne Infrarot und UV-Fotografie. Augustus Verlag, Augsburg 1992.
- Das neue Lehrbuch der Fotografie. Augustus Verlag, Augsburg 1992.
- Vergrößern Schwarzweiß - mit Computerverarbeitung. Augustus Verlag, Augsburg 1998.

### Sachbücher
- Das indonesische Schattenspiel – Bali, Java, Lombok. DuMont Buchverlag, Köln 1981.
- Lexikon byzantinisch-christlicher Symbole. Eugen Diederichs, München 1989.
- Athos - der Heilige Berg des östlichen Christentums. DuMont Buchverlag, Köln 1990.
- Das Dewi Saraswati Kinderdorf in Südindien. Asu Poleng, Hamburg 2002.
- Die Schattenwelt Indonesiens – Wayang auf Java, Bali und Lombok. Asu Poleng, Hamburg 2002.
- Die Irular – unbekannte Ureinwohner Südindiens. Asu Poleng, Hamburg 2003, E-Book 2012.
- Jesus den sie Christus nennen - Jesulogie der Befreiung. Asu Poleng, Hamburg 2011, E-Book 2012.

### Reise- und Wanderbücher
- Bali, Kunst-Reiseführer. DuMont Buchverlag, Köln 1983.
- Rhodos Richtig wandern. DuMont Buchverlag, Köln 1987.
- Griechenland – das Festland. Günter Spitzing, Gerhard Dierza (Fotos), Bruckmann, München 1989.
- Nordgriechenland. Richtig wandern. DuMont Buchverlag, Köln 1990.
- Bali, Bild- und Textband. Bruckmann, München 1991.
- Bali - Eine Bildreise. Günter Spitzing, Otto Stadler (Fotos), Ellert & Richter Verlag, 1994.
- Indonesien. Günter Spitzing, Bernd Ritschel (Fotos), Bruckmann, München 1996.
- Wanderungen in Schleswig-Holstein. Natur. Kunst. Kultur. Bruckmann, München 1998.
- Practical Balinese – Sprachführer. Periplus Editions, Singapur 2000.
- Basa Bali (balinesisch) Wort für Wort – Sprachführer. Peter Rump Verlag, Bielefeld 2004.

### Sonstige Publikationen
- Das interreligiöse Gebetbuch. Asu Poleng, Hamburg 2004.
- Der Teufel mit dem Rinderfuß - Kriminalsatire. Asu Poleng, Hamburg 2008, E-Book 2012.